# 히사와촌
히사와촌(檜沢村)은 후쿠시마현 미나미아이즈군에 일찍이 존재했던 촌이다. 1955년 4월 1일 히사와촌 및 다지마정, 아라카이촌 등 3개 정·촌이 합병, 다지마정이 새롭게 설치되고 폐지되었다.

## 지리
- 미나미아이즈정의 중부, 구 다시마정의 북서부에 위치한다.

## 역사
- 1889년 4월 1일 - 정촌제 시행에 의해 고야촌, 시오에촌, 후쿠누자와촌, 가나이사와촌, 시즈가와촌, 하리우촌이 합병해 미나미아이즈군 히사와촌이 성립하였다.
- 1955년 4월 1일 - 히사와촌, 다지마정, 아라카이촌 등 3개 정·촌이 합병하여 새롭게 다시마정이 성립하여, 히사와촌은 소멸하였다.

## 인구
- 1889년 2,202
- 1920년 2,934
- 1947년 4,016
- 1954년 4,101

## 참고 문헌
- 角川日本地名大辞典編纂委員会『角川日本地名大辞典 7 福島県』、角川書店、1981年 ISBN 4-04-001070-1
- 日本加除出版株式会社編集部『全国市町村名変遷総覧』、日本加除出版、2006年、ISBN 4-8178-1318-0